# 上海サプライズ
『上海サプライズ』（シャンハイサプライズ、原題：Shanghai Surprise）は、1986年製作のイギリス映画。
トニー・ケンリック原作の小説Faraday's Flowersを映画化した冒険コメディ映画で、当時夫婦だったマドンナとショーン・ペンが主演。元ビートルズのジョージ・ハリスンが1978年に設立した映画製作会社ハンドメイド・フィルムスの作品で、ハリスンは製作総指揮を務め、エキストラ出演もしている。タイトルは、劇中に出てくるマネーベルト型爆弾のことである。

## あらすじ
1937年の上海、阿片王ウォルター・ファラデイは大量の阿片を持って上海を脱出しようとしていたが、情婦のチャイナ・ドールを迎えに行った際、警官メイ・ガンの一団に取り囲まれてしまう。ファラデイは爆弾が仕込まれたマネーベルトを爆発させて逃亡、メイ・ガンは爆発によって両手を失ったが、それでも執拗に彼を追いつめる。そしてファラデイは湖に飛び込むが、そのまま沈んでしまった。
1年後、伝道士のバーンズと助手のグロリアは、金が払えず船に乗れないでいたグレンドンという青年と出会う。バーンズは中国語が話せるグレンドンに、船賃の切符の支払いと引き換えに、ウー・チェン・シェイという男を探す仕事を手伝って欲しいと依頼した。ウーはファラデイの子分で、メイ・ガンに彼のことを密告、阿片を持ち逃げしたと思われる人物だった。バーンズらはモルヒネを必要とする中国兵たちのための阿片を調達しようとしていた。
グレンドンはグロリアの仲介でファラデイと行動を共にしていた新聞記者のタトルに面会、彼からファラデイの死の顛末や、ファラデイの情婦だったチャイナ・ドールが自分に会いたがっているらしいことを知る。そこでグロリアは、グレンドンをチャイナ・ドールの元に向かわせ、阿片の隠し場所を聞き出させようとする
グレンドンはチャイナ・ドールに面会、すると彼女は大喜びする。実はグレンドンはかつてチャイナ・ドールが愛した男に瓜二つだったのだ。しかし、彼女と一夜を共にした翌日、グレンドンはメイ・ガンに捕まってしまう。
グレンドンはメイ・ガンから意外な事実を聞かされる。メイ・ガンはかつて北方で軍司令官をしていた時、大后の墓から莫大な宝石を略奪したのだが、ファラデイがそれを横取りし、大后の生まれ変わりだと信じているチャイナ・ドールに渡したというのだ。
グレンドンはバーンズとグロリアに阿片など存在しないことと宝石の件を知らせ、グロリアはチャイナ・ドールの持っている宝石を引き受けることを申し出る。彼らは宝石奪還を狙うメイ・ガンに追われるが、マネーベルト爆弾を爆発させて彼を倒し、バーンズのもとへ向かう。
しかし、バーンズは死んだはずのファラデイが変装した姿であり、彼は宝石を奪い、姿を消してしまう。2人は現われた本物のバーンズの協力を得て、宝石を奪還しようとする。

## キャスト
- グロリア・タトロック：マドンナ（吹替：秋野暢子）
- グレンドン・ウェイシー：ショーン・ペン（吹替：富山敬）
- ウォルター・ファラデイ：ポール・フリーマン（吹替：穂積隆信）
- ウィリー・タトル：リチャード・グリフィス（吹替：滝口順平）
- チャイナ・ドール：ソンセライ・リー（吹替：高島雅羅）
- メイ・ガン：ケイ・トン・リム（吹替：池田勝）
- ホウ・チョン：ヴィクター・ウォン
- ジョー・ゴー：クライド・クサツ
- ジャスティン・クロンク：フィリップ・セイヤー
- ヤマガニ・サン：プロフェッサー・タナカ
- バーンズ：マイケル・アルドリッチ
- ジョージ・ハリスン

※テレビ放送：TBSテレビ「火曜ロードショー」1988年10月25日

## 評価
レビュー・アグリゲーターのRotten Tomatoesでは9件のレビューで支持率は11%、平均点は3.50/10となった。Metacriticでは12件のレビューを基に加重平均値が16/100となった。
第7回ゴールデンラズベリー賞で7部門にノミネートされ、最低主演女優賞（マドンナ）を受賞した。